# Мовна систематика
Мо́вна система́тика — допоміжна дисципліна, яка допомагає впорядковувати об'єкти, що вивчаються лінгвістикою — мови, діалекти і групи мов. Результат такого впорядкування також називають систематикою мов.
В основі систематики мов — генетична класифікація. Еволюційно-генетичне угруповання є природним, досить об'єктивним і стійким, на відміну від ареальної приналежності, що швидко змінюється. Метою мовної систематики є створення єдиної системи мов світу на основі виділення системи лінгвістичних таксонів та відповідних назв, вибудованих за певними правилами (лінгвістична номенклатура). Терміни «систематика» і «таксономія» часто використовують як синоніми.
Для мовної систематики характерні наступні принципи:
- Єдина ієрархічно організована система.
- Єдина система таксонів.
- Єдина система номінації.

Цілісність усієї системи і порівнянність одиниць одного рівня повинні забезпечуватися загальними критеріями для віднесення об'єктів до того чи іншого рівня. Це стосується як верхніх рівнів (сім'ї та групи), так і нижніх (мови і діалекти). У єдиній систематиці критерії для віднесення об'єктів до одного рівня повинні відповідати наступним вимогам: застосовність до будь-якого об'єкту і несуперечність (або однозначність) віднесення об'єкта до певного класу.
На відміну від біології, де існує злагоджена система номінації латинською мовою з використанням бінарної назви для базової одиниці, в лінгвістиці цього немає і навряд чи може виникнути. Тому, головне, що може зробити систематика — це, по-перше, порядок назви мов в мові опису, вибравши для кожного ідіому і групи ідіомів основну назву, по-друге, як додатковий засіб для однозначного позначення мов незалежно від мови опису — вказувати для кожної її самоназву.
Використання даних лексикостатістики. Для визначення рівня таксонів в існуючій класифікації (або для побудови класифікації, там де її ще немає) і віднесення об'єкта до певного таксона використовується критерій збереження базової лексики; причому не тільки для побудови верхніх рівнів класифікації (що тривіально), але і для розмежування окремих ідіомою . Відсоток збігів вважається від стандартного 100-словного списку Сводеша. Акцент робиться навмисно на відсотку збігів (хоча час розпаду може наводитися для довідки), оскільки в цьому питанні серед компаративістів не спостерігається одностайності, а для побудови систематики мов цілком достатньо відносного відсотка збігів, а не абсолютного часу розпаду.

## Верхні рівні систематики
Основними верхніми рівнями (таксонами) систематики є: сім'я, гілка, група. При необхідності число таксонів може збільшуватися за рахунок додавання приставок над- і під-; наприклад: підсім'я, надгрупа. Оказіонально може також використовуватися термін «зона», часто для позначення не генетичних, а швидше ареальних або парафілетичних угруповань, див. наприклад, класифікацію мов банту або австронезійських мов.
Сім'я — верхній базовий рівень, на якому ґрунтується вся систематика. Сім'я — це група, але досить далеко споріднених мов, які мають не менше 15 відсотків збігів у базовому списку. Як приклади див. список сімей Євразії або огляд сімей Африки.
Для кожної родини перелік галузей, груп і т. д. визначається з урахуванням традиційно виділяних угруповань, ступенем близькості їх між собою і часом розпаду на складові. При цьому гілки та групи різних сімей не зобов'язані бути одного рівня глибини, важливий лише їхній відносний порядок усередині однієї сім'ї.
Наприклад, для індоєвропейської сім'ї можна виділити такий набір гілок: анатолійська, тохарські, кельтська, балто-слов'янська, індоіранські, німецька, італійсько-романська, греко-македонська, вірменська, албанська і ряд давніх мов, що умовно об'єднуються в палеобалканську зону.
У таблиці наведені приклади побудови систематики із суворим використанням таксонів. Якщо для індоєвропейських мов деякі рівні можна пропустити, то для відомих своєю розгалуженістю австронезійських їх навіть не вистачає.
| Рівень           | Мова 1                 | Мова 2                                         |
| ---------------- | ---------------------- | ---------------------------------------------- |
| макросім'я, філа | ностратична макросім'я | аустрична макросім'я                           |
| сім'я            | індоєвропейська        | австронезійська                                |
| підсім'я         | «європейська»          | малайсько-полінезійська                        |
| надгілка         |                        | Центрально-східно-малайсько-полінезійська      |
| зона             |                        | східно-малайсько-полінезійська                 |
| підзона          |                        | океанійська                                    |
| гілка            | балто-слов'янська      | центрально-східно-океанійська                  |
| підгілка         |                        | центрально-тихоокеанська (фіджі-полінезійська) |
| група            | слов'янська            | східно-фіджійсько-полінезійська група          |
| підгрупа         | східнослов'янська      | полінезійська                                  |
| підпідгрупа      |                        | ядерно-полінезійська                           |
| мікрогрупа       |                        | самоанська                                     |
| мова             | українська             | токелау                                        |

## Мова/діалект
Критерії виділення. При формалізації таксонів нижніх рівнів (тобто мову й діалект) додаються проблеми іншого роду, крім чисто класифікаційних. Вже саме використання критерію структурної близькості для виділення окремих мов і діалектів може зустріти чимало заперечень. Багато лінгвісти вже звикли до того, що поняття «мова» і «діалект» занадто розпливчасті і їх розмежування належить швидше до відання соціолінгвістики. Однак для потреб систематики потрібно однозначне й універсальне визначення мови і діалекту. Для цього критерії для віднесення ідіомою до одного або різних мов мають відповідати тим самим вимогам: застосовність до будь-якого об'єкта (універсальність) і несуперечність (або однозначність) віднесення об'єкта до певного класу. Очевидно, що за допомогою соціолінгвістичних критеріїв однозначно систематизувати всі мови не вийде (див. докладніше в статті Мова чи діалект).
Тому, у мовній систематиці використовується шкала з чотирма рівнями близькості: мова — наріччя — діалект — говір, розроблена на емпіричній основі.
Згідно з цією шкалою, якщо у двох ідіом відсоток збігів у 100-словному базовому списку <89 (що відповідає часу розпаду, за формулою Сводеша-Старостіна, >1100 років тому), то ідіоми є різними мовами. Якщо відсоток збігів> 97 (час розпаду <560 років), то ідіоми є діалектами однієї мови. Для залишився ж інтервалу (89-97) запропонований проміжний рівень дуже близьких мов / віддалених діалектів, як назва для якого використовується термін «наріччя» в тих випадках, коли відповідний ідіом традиційно розглядається як компонент іншої мови. Коли ж такий ідіом прийнято вважати окремою мовою, за ним зберігається таксон «мова», а об'єднання, куди він входить і відповідне за ступенем близькості єдиної мови, називається «кластером».
Наочно вживання таксонів нижніх рівнів проілюстровано у таблиці. При цьому часто буває так, що один або кілька ідіом у одному кластері прийнято вважати мовами, а інші — ні, хоча вони знаходяться на однаковому рівні взаємозрозумілості/структурної близькості. Як приклад можна навести вайнахський кластер, що включає чеченську, інгушську мови і аккінсько-орстхойське наріччя.
| рівні | приклади                                              | приклади |
| | a)                                                    | б) |
| 1 рівень [89-95 % збігів між складовими] зазвичай відповідає або 'а)' самостійній мові (погано взаємозрозумілій з іншими мовами), або 'б)' групі (кластеру) близькоспоріднених мов. | Англійська, французька                                | російсько-білоруський кластер, іберороманський кластер                                                                                       |
| 2 рівень [95-99] відповідає а) наріччям (групам діалектів) або б) окремим близькоспорідненим мовам (частково взаємозрозумілим).                                                     | пікардське, валлонське, «літературна французька мова» | білоруська мова, південноросійське наріччя, середньоросійські говірки, північноросійське наріччя; галісійська, португальська, іспанська мова |
| 3 рівень [99-100] відповідає окремим діалектам (з гарним взаєморозумінням). |                                                       | псковська група говірок (ГГ), тверські ГГ, московська ГГ                                                                                     |
| 4 рівень відповідає окремим говіркам (з дуже невеликими структурними відмінностями).                                                                                                |                                                       | московський міський, |

Прим.: Підкреслені назви розкриваються в наступних рядках таблиці.
Зазначені рівні в той же час співвідносяться зі ступенем взаємозрозумілості, що особливо корисно, коли відсоток збігів між мовами невідомий.
Між двома мовами взаємозрозумілість сильно ускладнена і нормальне спілкування неможливе без спеціального навчання.
Усередині мови між двома наріччями існує взаємозрозумілість, але не повна; комунікація можлива, але можуть виникнути непорозуміння або помилки.
Між діалектами усередині наріччя існує практично повна взаємозрозумілість, хоча носії відзначають особливості кожного діалекту, зазвичай, у вимові (акцент) і вживанні деяких слів.
Виділення мов і діалектів може не збігатися з традиційним підходом. Наприклад: китайська гілка включає в себе до 18 мов, що традиційно вважається діалектами китайської мови.
Французька мова (або мова ойль) включає в себе франсійське (на основі діалекту якого склалася французька літературна мова), пікардське, нормандське та інші наріччя.
Сербохорватський кластер включає в себе чакавське, кайкавське і штокавське наріччя, а останнє також сербська, хорватська і боснійська літературні мови (= діалекти).
Західно-огузький кластер складається з турецької, гагаузької, південно-кримськотатарської мов.
Ногайський кластер складається з ногайської, казахської і каракалпацької мов.
Іберо-романський кластер включає в себе португальську, галісійську, астуріолеонську, іспанську, (верхньо-) арагонську мови.

## Макрорівні
Попри те, що верхнім базовим таксоном у систематиці є сім'я, в ній також враховується інформація і про глибиннішу спорідненість. Але таксони для більш верхніх рівнів не піддаються такій суворої формалізації, як більш нижніх.
Надсім'я — об'єднання близьких сімей (відсоток збігів = 11-14), які традиційно вважаються однією сім'єю, але відповідно до визначення сім'ї в мовній систематиці, повинно бути винесено на більш високий рівень. Надсім'єю, мабуть, є алтайські мови в широкому сенсі (включаючи корейську та японо-рюкюські мови), кушитські й австронезійські.
Макросім'ї (= філа) — об'єднання сімей з хоч якось встановленими відповідниками і приблизно порахованим відсотком збігів. Такими є ностратична, афразійська, сино-кавказька, койсанська макросім'ї.
Гіперсім'я — об'єднання макросімей, вкрай гіпотетичне; наприклад, борейська гіперсім'я.
Гіпотеза — можливе об'єднання сімей, без встановлення відповідностей і підрахунку відсотка збігів між окремими складовими. Як правило, робиться навскидку. Наприклад, ніло-сахарська, широко-койсанська гіпотеза.
У роботах переважно зарубіжних лінгвістів (див., наприклад, [Kaufman 1994: 32; Wurm 1994: 93; Voegelin 1977: 2-3]) вживаються й інші терміни: Сток (stock) — це об'єднання сімей (families), які в цьому разі розуміються вужче, ніж визначено вище. Прикладами стоків є індоєвропейський (з німецькою, романською та іншими сім'ями), уральський, сино-тибетський, австронезійський; таким чином, сток, як правило, відповідає наведеному вище визначенню сім'ї.
Філумена / філа (phylum, множ. phyla) — це об'єднання стоків (зване також надстоком — superstock) або сімей (якщо термін «сток» не використовується), причому, як правило, швидше передбачуване, ніж доведене. У цілому відповідає макросім'ї.